# Carlos Maya
Pour les articles homonymes, voir Maya.
Maya  Lizcano est un nom espagnol. Le premier nom de famille, en général paternel, est Maya ; le second, en général maternel, souvent omis, est Lizcano.
Carlos Alberto Maya Lizcano, est un coureur cycliste vénézuélien, né le 16 mars 1972. Il représente son pays à l'occasion des Jeux olympiques de 1992, 1996 et 2000. 

## Palmarès
- 1991
  - Clásico Virgen de la Consolación de Táriba
- 1992
  - 3e du championnat du Venezuela sur route
  - 3e de Bassano-Monte Grappa
- 1993
  - 2e du championnat du Venezuela sur route
- 1995
  - Tour du Táchira
- 1997
  - 12e étape du Tour du Venezuela
- 2000
  - 7e et 12e étapes du Tour du Táchira
  - 2e du Tour du Táchira
- 2001
  - 9e étape du Tour du Táchira
  - 2e du Tour du Táchira
- 2003
  - Clásico Ciclístico Banfoandes
  - 2e du Tour du Táchira
- 2004
  - 11e étape du Tour du Guatemala
  - 3e du Tour du Táchira
- 2005
  - 14e étape du Tour du Táchira
  - 3ea étape du Tour du Venezuela (contre-la-montre par équipes)
  - 6e étape du Clásico Ciclístico Banfoandes
  - 3e du Tour du Táchira
- 2007
  - 2e étape du Tour du Táchira (contre-la-montre par équipes)
  - 7e étape du Clásico Ciclístico Banfoandes
  - 4e étape du Clásico Virgen de la Consolación de Táriba
- 2008
  - 2e du Clásico Virgen de la Consolación de Táriba
- 2009
  - 3e du Clásico Virgen de la Consolación de Táriba

## Classements mondiaux
| Année            | 2005 | 2006 | 2007 | 2008 | 2009 |
| ---------------- | ---- | ---- | ---- | ---- | ---- |
| UCI America Tour | 71e  | 101e | 164e | 158e | 310e |